# ناتیا شسترا
ناتیا شسترا یا ناتیا شاسترا (سانسکریت: नाट्य शास्त्र) رساله‌ای کهن است به زبان سانسکریت و در سی‌وشش باب دربارهٔ هنرهای نمایشی.

## نام
«ناتیا» یعنی بازنمایی و «شسترا» یعنی شیوه‌نامه.